# ENMTP
ENMTP (acronyme de l'Entreprise nationale de matériaux de travaux publics ; en arabe : المؤسسة الوطنية لعتاد الأشغال العمومية) est une entreprise publique algérienne spécialisée dans la fabrication d'engins de construction et de mines, des chariots élévateurs, des chargeurs sur pneus, des bulldozers, des tombereaux et des pelleteuses.

## Histoire
ENMTP est créée en 1983 à la suite de la restructuration de la Sonacome et de SN METAL.
En 1995, changement du statut juridique de l'ENMTP en SPA.
En 2012, Somatel Liebherr a été créée avec le groupe suisse Liebherr pour la production d'un modèle pelle sur pneus, deux modèles de pelle sur chenilles, deux types de chargeurs et deux types de bouteurs.
En 2013, Europactor Algérie a été créée en partenariat avec la société espagnole Europactor Aaecomhel, pour la production de compacteurs mixtes.

## Filiales
L'ENMTP compte cinq filiales:
- Somatel, spécialisée dans la fabrication d’engins de travaux publics sous le label Liebherr.
- Sofame, spécialisée dans la fabrication mécanique.
- Sofare, spécialisée dans la production de rétrochargeurs, compresseurs, compacteurs et pompes à béton.
- Fageco, spécialisée dans la conception et fabrication de grues bâtiments, épandeuse à Liant et bennes à Béton.
- Somabe, spécialisée dans la production de matériels à béton tels que des bétonnières, dumpers de chantier et pondeuses à parpaings.

## Produits
La gamme actuelle de produits fabriqués par l'ENMTP comprend :
- Matériels de terrassement:
  - Pelles hydrauliques
  - Chargeuses sur pneus
  - Bulldozers
  - Chargeuses pelleteuses
  - Niveleuses
- Matériels de levage
  - Grues à propulsion
  - Grue à tour
- Matériels de compactage
- Matériels de production d’air comprimé
  - Compresseurs stationnaires (électriques / diesel)
- Matériels à béton
  - Pondeuses à parpaings
  - Presses BTS
  - Bétonnières
  - Dumpers
  - Pompes à béton
- Divers matériels
  - Épandeuses
  - Grues d’Atelier
  - Treuils
  - Potences
  - Vibrateur à bétons
  - Brise roches

et autres machines de petites et moyennes constructions.